# Ferrovia Bari-Taranto
La ferrovia Bari-Taranto è una linea ferroviaria italiana di proprietà statale, posta interamente nel territorio della regione Puglia. Essa collega il capoluogo di Bari con quello di Taranto passando per Gioia del Colle, unendo la sponda Adriatica a quella Ionica.
L'infrastruttura e gli impianti ferroviari sono gestiti da Rete Ferroviaria Italiana che la qualifica come linea complementare.
È l'alternativa più diretta al percorso più interno gestito da Ferrovie del Sud Est che, come Rete Ferroviaria Italiana, è parte del Gruppo FS Italiane.

## Storia
| Tratta                  | Inaugurazione     |
| ----------------------- | ----------------- |
| Bari-Gioia del Colle    | 1º giugno 1865    |
| Gioia del Colle-Taranto | 15 settembre 1868 |

La linea ferroviaria nacque come derivazione della ferrovia Adriatica dovendo collegare la città di Bari a quella di Taranto con il suo porto. La concessione costruzione e l'esercizio fu rilasciata alla Società Italiana per le strade ferrate meridionali con la Legge 21 agosto 1862, n. 763. La società ferroviaria, istituita dal conte Bastogi e da altri parlamentari italiani, avrebbe avuto la proprietà dell'infrastruttura fino al 1967.
Il primo tronco, fra la stazione di Bari e Gioia del Colle, fu aperto il 1º giugno 1865, mentre Taranto fu raggiunta il 15 settembre 1868.
A seguito della Legge 15 luglio 1906, n. 324, che approvava "le Convenzioni pel riscatto delle strade ferrate Meridionali", la linea fu riscattata dallo Stato italiano ed entrò a far parte della rete delle Ferrovie dello Stato.
La trazione elettrica, in corrente continua alla tensione di 3 kV, venne attivata il 4 giugno 1980.

### Interventi di raddoppio
Il 31 maggio 1994 venne attivato il raddoppio in variante di tracciato fra Bitetto e Acquaviva delle Fonti, comprendente la stazione di Sannicandro di Bari e la fermata di Grumo Appula.
Il 14 settembre 1997 venne attivato il raddoppio in variante di tracciato fra la stazione di Gioia del Colle e la progressiva chilometrica 83+892, comprendente la nuova fermata di Castellaneta e il Posto di Movimento di Grottalupara; sul vecchio tracciato vennero abbandonate (in ordine di disposizione verso Taranto) le stazioni di Coratini, Mottola-San Basilio, Castellaneta Campagna e Castellaneta Città .
Il 20 dicembre 2004 venne attivato il raddoppio fra Acquaviva delle Fonti e Gioia del Colle.
Il 27 maggio 2007 venne attivato il raddoppio fra Palagiano e Bellavista.
Il 22 giugno 2008 venne attivato il raddoppio in variante di tracciato fra la progressiva chilometrica 83+892 e la stazione di Palagiano, comprendente la nuova stazione di Palagianello.
Il 31 maggio 2009 venne attivato il raddoppio in variante di tracciato fra le stazioni di Bari Centrale e Bari Sant'Andrea, con il conseguente abbandono della fermata di Bari Policlinico.
Il 26 luglio 2020 è stato attivato il raddoppio in variante fra l'ex stazione di Bari Sant'Andrea e quella di Bitetto, comprendente le nuove fermate di Bari Villaggio del Lavoratore e di Modugno. Con questo ultimo intervento, ad oggi, tutta la linea ferroviaria è a doppio binario.

## Caratteristiche

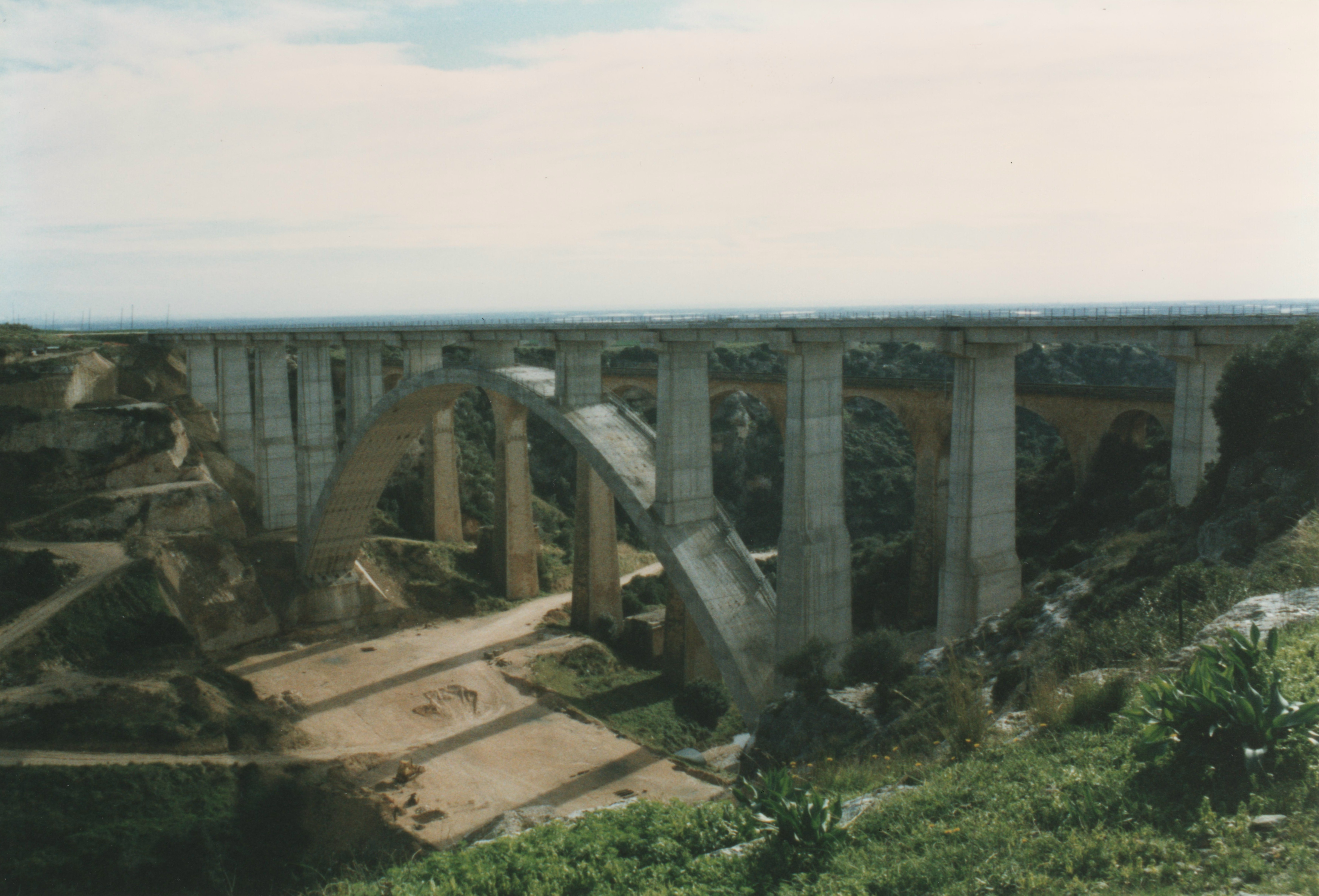
Il ponte Santa Lucia a Castellaneta alla fine della sua costruzione

La linea è una ferrovia a doppio binario, interamente elettrificata a 3000 volt in corrente continua. Vi circolano quasi tutte le tipologie di treni, dai regionali agli Intercity e Frecciarossa, oltre a treni merci. La velocità massima percorribile è di 200 km/h, la velocità di linea è tra i 130 e i 150 km/h in piena linea . 
La ferrovia è collegata alla ferrovia Jonica nei pressi del Bivio-P.C. Metaponto provenendo da Taranto per Reggio Calabria e Potenza e sempre con essa nei pressi di Bellavista innestandosi sulla Jonica nei pressi del P.M. Cagioni (Zona Industriale di Taranto). I principali nodi di interscambio sono nelle stazioni di Bari, Gioia del Colle e Taranto (quest'ultima rispettivamente per Reggio Calabria, Potenza, Battipaglia, Brindisi e risalita verso Bari attraverso l'omonima ferrovia della consociata Ferrovie del Sud Est).

### Percorso
|  |  | Continuation backward |

| Unknown route-map component "d" |  |  | Unknown route-map component "ABZg+l" | Unknown route-map component "dCONTfq" |

| Head station + Unknown route-map component "HUBaq" | Unknown route-map component "KBHFa-L" + Unknown route-map component "HUBq" | Unknown route-map component "BHF-R" + Unknown route-map component "HUBeq" |

| Unknown route-map component "SHI1l" | Stop on track | Straight track |

| Unknown route-map component "CONTgq" | Unknown route-map component "dKRZo" | Unknown route-map component "ABZqr" | Unknown route-map component "ABZgr" | Unknown route-map component "d" |

| Unknown route-map component "dCONTgq" | Unknown route-map component "ABZq+lr" | Unknown route-map component "dKRZo" | Unknown route-map component "eABZq+l" | One way rightward | Unknown route-map component "d" | Unknown route-map component "d" |

| Unknown route-map component "dSTR" | Station on track | Unknown route-map component "exdSTR" |  | Unknown route-map component "d" |

| Unknown route-map component "dSTR" | Unknown route-map component "HST-L" | Unknown route-map component "exdSTR" + Unknown route-map component "exlvHST-R-" |  | Unknown route-map component "d" |

| Unknown route-map component "dABZgl" | Unknown route-map component "KRZo" | Unknown route-map component "xdKRZ" | Unknown route-map component "dCONTfq" |  |

| Unknown route-map component "dSTRl" | Unknown route-map component "KRZo" | Unknown route-map component "xdABZg+r" | Unknown route-map component "d" |  |

| Unknown route-map component "ev-BHF-L" | Unknown route-map component "eBHF-R" |  |

| Unknown route-map component "v-SHI2r" + Unknown route-map component "exv-SHI3+l" | Unknown route-map component "eSHI3gr" |  |

| Unknown route-map component "xvSTR" | Stop on track |  |

| Unknown route-map component "vHST-exSTR" | Straight track |  |

| Unknown route-map component "xvSTR" | Small non-passenger station on track + Unknown route-map component "lCSTRa@g" + Unknown route-map component "PORTALf" |  |

| Unknown route-map component "xvSTR" | Unknown route-map component "tSTR" |  |

| Unknown route-map component "xvSTR" | Small non-passenger station on track + Unknown route-map component "lCSTR" + Unknown route-map component "PORTALg" |  |

| Unknown route-map component "xvSKRZ-Au" | Unknown route-map component "lCSTR" + Unknown route-map component "SKRZ-Au" |  |

| Unknown route-map component "vHST-exHST" | Unknown route-map component "CSTR" |  |

| Unknown route-map component "xvSTR" | Unknown route-map component "CHST" |  |

| Unknown route-map component "vSTR-exBHF" | Unknown route-map component "CSTR" |  |

| Unknown route-map component "vSTR-" + Unknown route-map component "exv-STR2" | Unknown route-map component "CSTRe@f" + Unknown route-map component "eSTR+c3" |  |

| Unknown route-map component "vSTR-" + Unknown route-map component "exSTRc1" | Unknown route-map component "eKRZ2+4u" | Unknown route-map component "exSTRc3" |

| Unknown route-map component "vSTR-" | Unknown route-map component "eSTR+c12" | Unknown route-map component "exSTR3+4" |

| Unknown route-map component "vSTR-" | Unknown route-map component "eABZg+1" | Unknown route-map component "exSTRc4" |

| Unknown route-map component "vSTR-" | Station on track |  |

| 14+455 |
| 14+932 |

| Unknown route-map component "vSTR-" + Unknown route-map component "exv-SHI3+l" | Unknown route-map component "eSHI3gr" |  |

| Unknown route-map component "vHST-exSTR" | Straight track |  |

| Unknown route-map component "vHST-exHST" | Stop on track |  |

| Unknown route-map component "vCONTf-" + Unknown route-map component "exv-STR" | Straight track |  |

| Unknown route-map component "exv-STR2" | Unknown route-map component "eABZg2" + Unknown route-map component "eSTR+c3" | Unknown route-map component "exSTRc3" |

| Unknown route-map component "exSTRc1" | Unknown route-map component "eKRZ2+4u" + Unknown route-map component "exSTRc1" | Unknown route-map component "exSTR+4" + Unknown route-map component "exSTRc3" |

|  | Unknown route-map component "eSTR+c1" | Unknown route-map component "exABZg+4" |

|  | Non-passenger station/depot on track | Unknown route-map component "exBHF" |

|  | Straight track | Unknown route-map component "exHST" |

|  | Unknown route-map component "eKRWg+l" | Unknown route-map component "exKRWr" |

| Station on track |

| 37+399 |
| 40+309 |

| Unknown route-map component "SKRZ-Au" |

| Unknown route-map component "CONTgq" | Unknown route-map component "ABZg+r" |  |

| Station on track |

|  | Unknown route-map component "eABZg2" | Unknown route-map component "exSTRc3" |

|  | Unknown route-map component "tSTRa" + Unknown route-map component "exSTRc1" | Unknown route-map component "exSTR+4" |

|  | Unknown route-map component "tSTR" | Unknown route-map component "exHST" |

|  | Unknown route-map component "tSTR" | Unknown route-map component "exHST" |

|  | Unknown route-map component "tSKRZ-A" | Unknown route-map component "exSKRZ-Au" |

|  | Unknown route-map component "tSTRe" | Unknown route-map component "exSTR" |

|  | Non-passenger station/depot on track | Unknown route-map component "exSTR" |

|  | Unknown route-map component "tSTRa" | Unknown route-map component "exSTR" |

|  | Unknown route-map component "tSTR" | Unknown route-map component "exBHF" |

|  | Unknown route-map component "tSTR" + Unknown route-map component "exSTRc2" | Unknown route-map component "exBHF3" |

| Unknown route-map component "exSTRc2" | Unknown route-map component "etKRZ3+1" | Unknown route-map component "exSTRc4" |

| Unknown route-map component "exSTR+1" | Unknown route-map component "tSTRe" + Unknown route-map component "exSTRc4" |  |

| Unknown route-map component "exSTR" | Unknown route-map component "tSTRa" |  |

| Unknown route-map component "exSTR" | Unknown route-map component "tSTRe" |  |

| Unknown route-map component "exSTR2" | Stop on track + Unknown route-map component "exSTRc3" |  |

| Unknown route-map component "exSTRc1" | Unknown route-map component "eABZg+4" |  |

|  | Unknown route-map component "eKRWgl" | Unknown route-map component "exKRW+r" |

|  | Unknown route-map component "SKRZ-Ao" | Unknown route-map component "exSKRZ-Au" |

|  | Station on track | Unknown route-map component "exBHF" |

|  | Unknown route-map component "eKRWg+l" | Unknown route-map component "exKRWr" |

| Non-passenger station/depot on track |

| 85+693 |
| 92+923 |

| Unknown route-map component "SKRZ-Au" |

| Stop on track |

| Non-passenger station/depot on track |

| Unknown route-map component "kABZg3" |

| Unknown route-map component "dCONTgq" | Unknown route-map component "kABZr+12" | Unknown route-map component "STR+k34" | Unknown route-map component "d" |  |

| Unknown route-map component "kABZg+4" |

| Non-passenger station/depot on track |

| Station on track |

|  | Unknown route-map component "ABZgl" | Unknown route-map component "CONTfq" |

| Continuation forward |